# Adrien Philippe
Adrien Philippe (ur. 1815, zm. 5 stycznia 1894) – zegarmistrz francuskiego pochodzenia, współzałożyciel firmy Patek Philippe.
Philippe był autorem konstrukcji mechanizmu naciągowego z koronką, dzięki któremu nie potrzeba już było używać kluczyka do nakręcania zegarka.
Początkowo Philippe został zatrudniony w 1845 roku na stanowisko dyrektora technicznego w firmie zegarmistrzowskiej, której właścicielem był polski emigrant Antoni Patek. W 1851 roku firma zmieniła nazwę na Patek Philippe.
Marka Patek Philippe od momentu powstania zaliczana jest do najlepszych i najdroższych na świecie.